# Vesslan (skulptur)

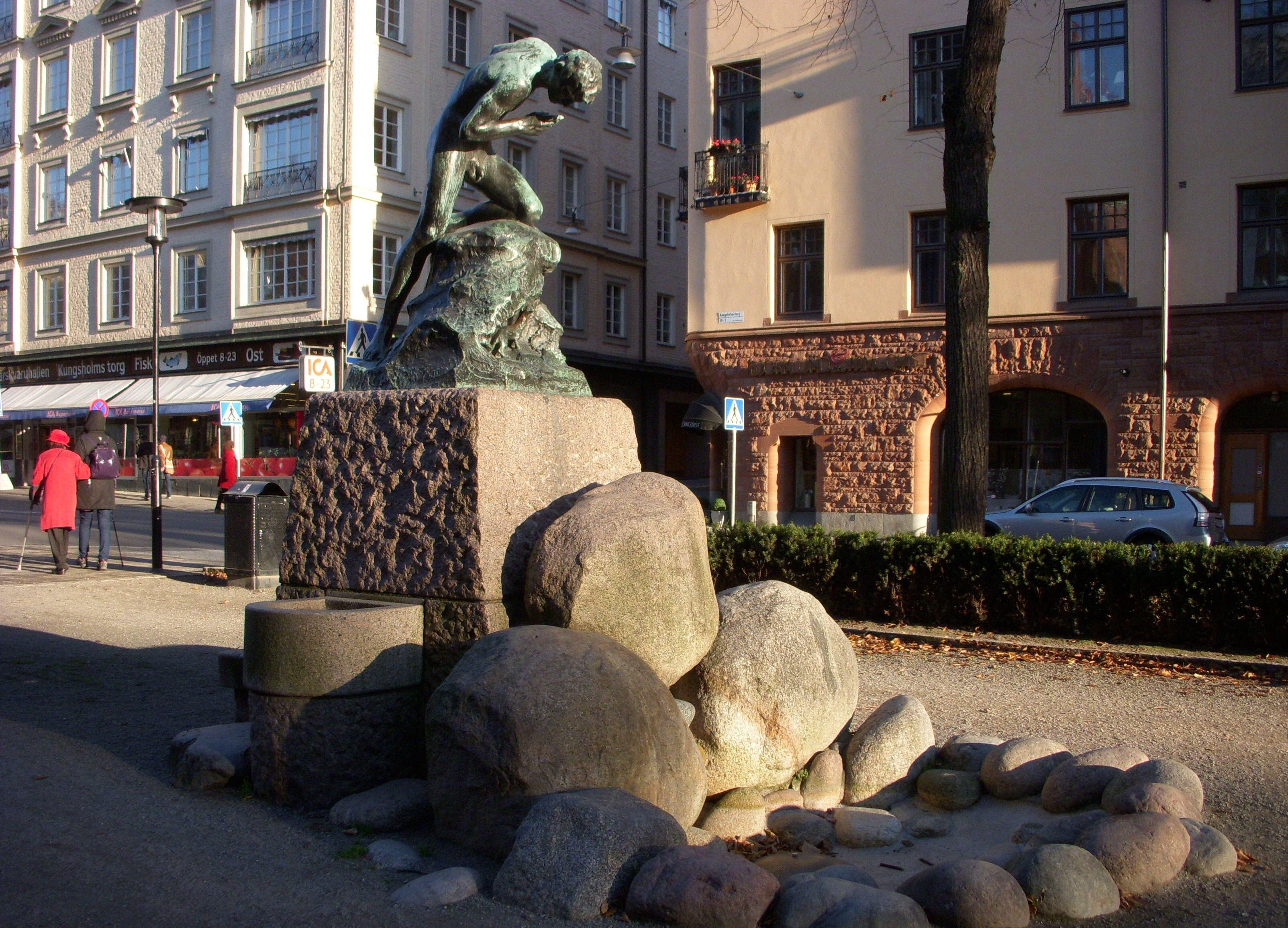
"Vesslan" i november 2011.

Vesslan är en fontänskulptur på Kungsholmstorg, Kungsholmen, Stockholm. Skulpturen restes 1912 och är skapad av konstnären Otto Strandman. 
Skulpturen Vesslan visar en naken yngling i brons som just upptäckt en vessla, därav namnet. Vesslan gömmer sig i en grotta i skulpturens nedre del och ynglingen reser sig över den. Hela kompositionen står på en sockel av röd granit som flankeras av två dricksfontäner. Mot sydsidan finns en fontändamm. Strandman skapade Vesslan 1911 och den göts i brons 1912 hos Herman Bergman Konstgjuteri. Det var en gåva av Magna Sunnerdahl, hon var allmännyttigt verksam inom bland annat kulturen och konsten. En skylt på sockelns baksida med inskription Gåfva af M.S. - 1911 påminner härom.

## Detaljer

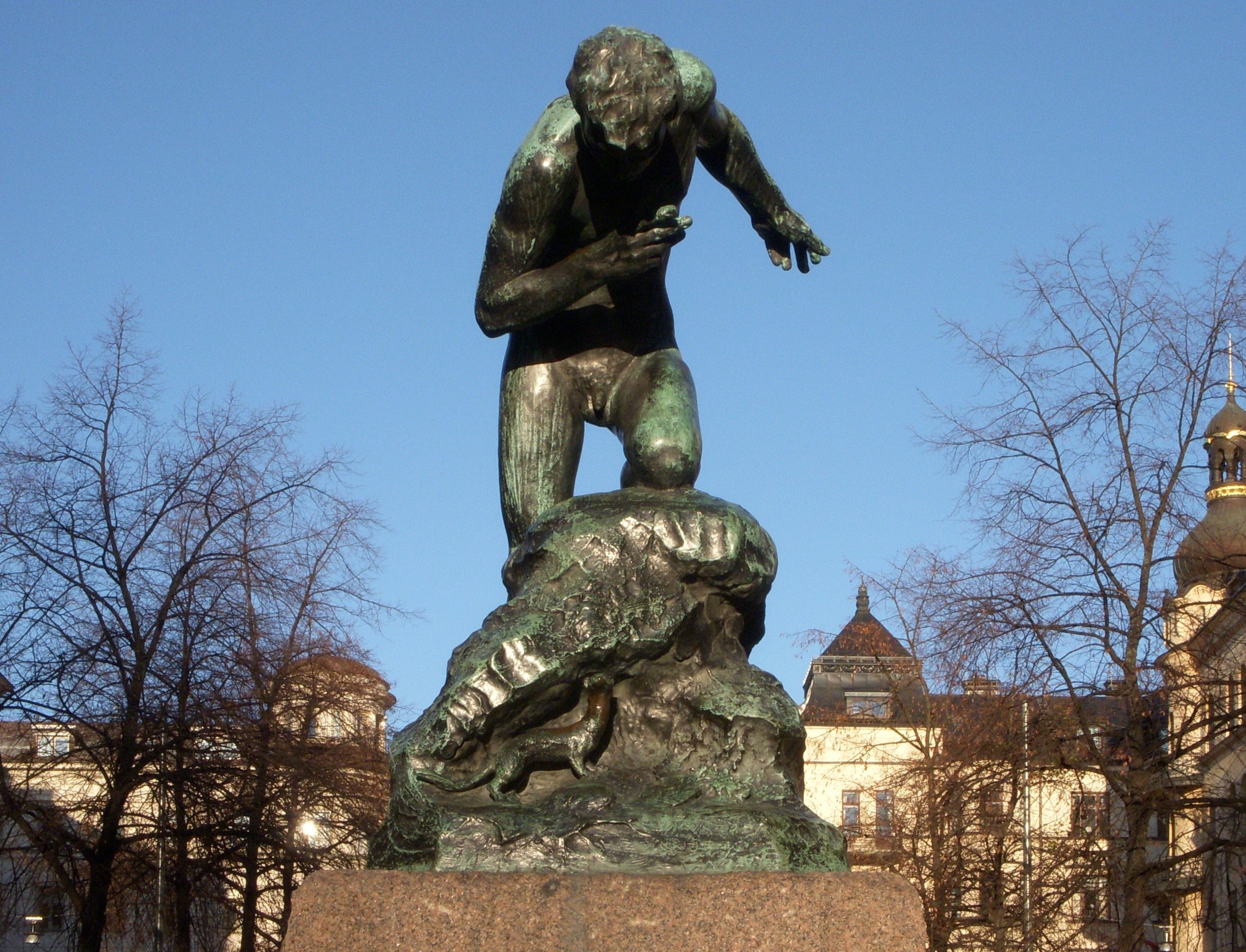
Ynglingen
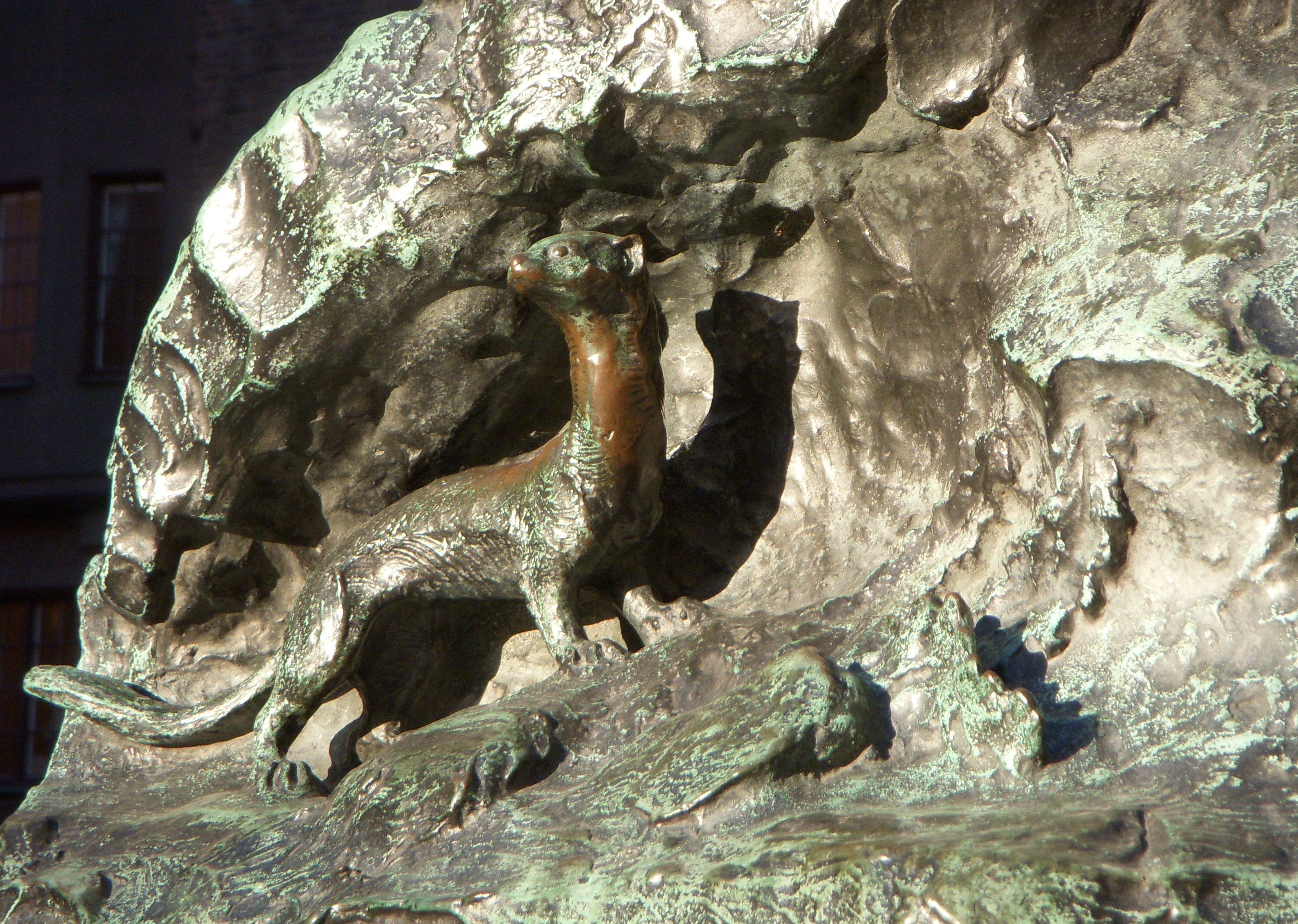
Vesslan
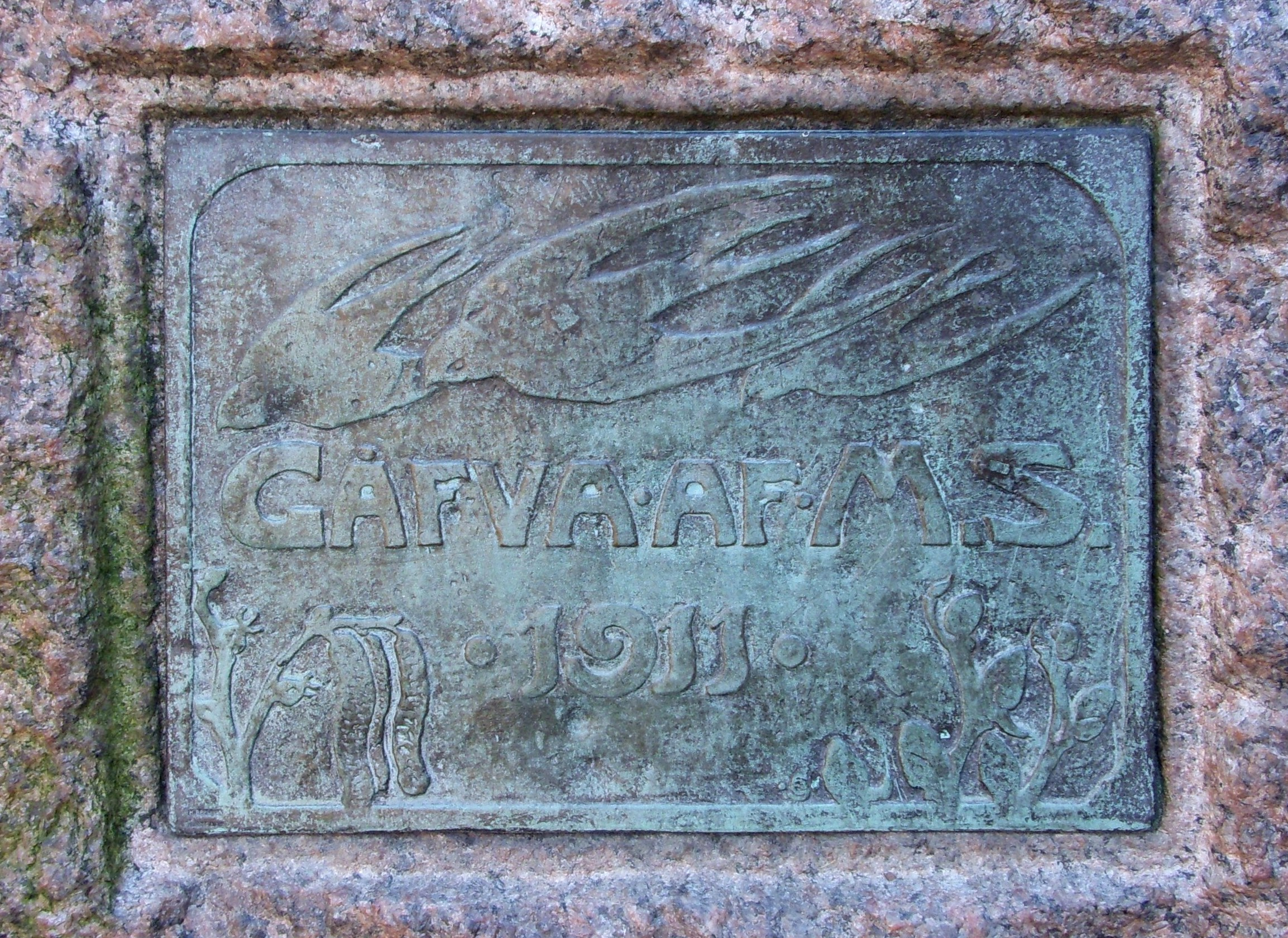
Minnesplakett